# 厕四
厕四(天兔座δ)是位于天兔座的恒星，其视星等为3.85，距地球114光年。